# Takasu Yohei
Yohei Takasu (sinh ngày 6 tháng 9 năm 1981) là một cầu thủ bóng đá người Nhật Bản.

## Sự nghiệp câu lạc bộ
Yohei Takasu đã từng chơi cho Mito HollyHock, Thespa Kusatsu và Arte Takasaki.